# Terechy
Terechy – zniesiona nazwa kolonii w Polsce położona w województwie podlaskim, w powiecie hajnowskim, w gminie Czeremcha.
W miejscu kolonii nie ma zabudowy, nie ma też na skanie mapy topograficznej z 1965 r.
Od wsi bierze nazwę pobliska Wólka Terechowska.

## Historia
Terechy to dawna wieś W okresie międzywojennym Terechy znajdowały się w powiecie brzeskim województwa poleskiego II Rzeczypospolitej, w gminie Połowce, a od 1928 w gminie Wysokie Litewskie. 1 sierpnia 1944 włączone do Kleszczele w powiecie bielskim w województwie białostockim. Według pisma Wydziału Powiatowego w Bielsku Podlaskim do Urzędu Wojewódzkiego (Wydziału Samorządowego) w Białymstoku z 23 lipca 1945 Terechy stanowiły gromadę w gminie Kleszczele o powierzchni 125 ha. Ostatecznie gromadę Terechy zlikwidowano w 1947 roku.
W latach 1975–1998 miejscowość administracyjnie należała do województwa białostockiego.
Nazwa miejscowości została zniesiona z 2022 r.